# Isolaimium californicum
Isolaimium californicum is een rondwormensoort uit de familie van de Isolaimiidae. De wetenschappelijke naam van de soort is voor het eerst geldig gepubliceerd in 1969 door Timm.